# Billedkomposition
Billedkomposition er måden et billede opbygges, så øjet ledes til det, som kunstneren vil fortælle med billedet. Det gøres nemmest ved at opbygge billedet med orden, balance og klarhed. Men som med al kunst er regler til for at brydes:

## Symmetri
Den enkleste måde at komponere et billede er at skabe symmetri, så dets elementer fremstår regelmæssigt, måske endda som spejlbilleder, så de balancerer i forhold til hinanden. En symmetrisk komposition giver ofte et statisk indtryk. Barokkens kunstnere benytter ofte symmetri.

## Linjer
Linjer i et billede kan udnyttes, så de leder øjet til motivet eller giver en fornemmelse af perspektiv. En dramatisk udnyttelse kan være mange rette linjer, der forsvinder i ét punkt og giver en kraftig følelse af perspektiv og måske fart. Albrecht Dürer mestrer perspektivet. En anden klassisk udnyttelse af linjer kunne være S-kurven, der ofte giver et roligt, harmonisk indtryk.
En linje kan også gå lige gennem et billede og give et meget dramatisk udtryk.

## Det gyldne snit
En klassisk måde at opnå harmoni i et billede er at placere vigtige elementer i det gyldne snit. Den klassiske romerske og græske kunst udnytter det. Det er ikke en god ide at lade horisontlinjen ligge midt i billedet. Ved at flytte horisonten op eller ned, så den ligger i det gyldne snit, opstår harmoni.

## Tredjereglen
Tredjereglen er hjælpelinjer, der er tilnærmelser til det gyldne snit, som ofte benyttes af billedkunstnere. Målet er at holde tilskueren og interessante områder (fx horisonten) ude af billedets midte, horisontalt eller vertikalt. Det opnås ved at placere det interessante område i nærheden af en af de linjer, som deler billedet i tre lige store rækker. Ideelt er det interessante område placeret, hvor disse linjer krydser hinanden.

## Diagonalakser og midterakser
Elementer placeret centralt omkring midteraksen fanger øjet hurtigt. Derfor placeres vigtige elementer her. Elementer på diagonalakserne giver liv og bevægelse i billedet. Specielt når de er på aksen fra øverste venstre hjørne til nederste højre hjørne virker som ledetråd for øjet, da vi i vesten læser fra venstre mod højre.

## Højre- og venstrekomposition
Elementer i venstre side af billedet virker harmoniske – også selv uden modvægt i højre side. Modsat vil et element i højre side uden modvægt i venstre side virke, som om det "vælter" hele billedet. Det kan udnyttes til at skabe bevægelse i billedet og dramatik.

## Cirkelkomposition
En cirkelkomposition giver harmoni og ro til et billede. Cirkelkompositionen er også god til at lede øjet rundt til de forskellige elementer i billedet.

## Trekantkomposition
En trekantkomposition giver stilstand og ro til et billede – i hvert fald når trekanten står på en flade. Leonardo da Vinci bruger ofte effekten. En trekant på spidsen giver bevægelse og dramatik.

## Farver
Harmoni i billedkomposition handler også om brug af farver, lys og skygge. Komplementærfarverne giver voldsomme kontraster, og hvis et lille element skal afbalanceres i forhold til et større. En kraftig farve i et lille område skaber opmærksomhed om motivet. Kristian Zahrtmann excellerer i komplementærfarverne grøn/rød.

## Indramning
En anden måde at skabe både fokus og opnå ro er at lade et element indramme resten af motivet.
De fleste billedkunstnere bruger flere kompositionsregler samtidigt: Billedet af P.S. Krøyer med parret og hunden på stranden er et eksempel på et billede med den ustabile højrekomposition. Men Krøyer har brugt andre midler til at holde beskueren inden for rammen. Billedet følger f.eks. tredjereglen, hvor parrets hoveder ses i det øverste højre knudepunkt, og hundens hoved er i det nederste højre knudepunkt. Knudepunkterne hjælper øjnet til at stoppe op, og månens lyse stribe i vandet leder beskueren tilbage i billedet. Horisontlinjen, der ligger tæt på hjælpelinjen, leder øjet til parrets ansigter. På den måde bruger Krøyer en dramatisk komposition, men afbalancerer den ved hjælp af andre kompositionsregler, så billedet alligevel virker harmonisk.